# (2975) Spahr
(2975) Spahr es un asteroide que forma parte del cinturón de asteroides y fue descubierto por Kheino Potter y A. Lokalov desde la estación de Cerro El Roble, Chile, el 8 de enero de 1970.

## Designación y nombre
Spahr fue designado inicialmente como 1970 AF1. Posteriormente se nombró en honor del astrónomo estadounidense Timothy Bruce Spahr.

## Características orbitales
Spahr orbita a una distancia media de 2,248 ua del Sol, pudiendo acercarse hasta 2,036 ua y alejarse hasta 2,461 ua. Su excentricidad es 0,09438 y la inclinación orbital 6,896°. Emplea en completar una órbita alrededor del Sol 1231 días.